# Conselho para Assistência Econômica Mútua
O COMECON (bra: Conselho para Assistência Econômica Mútua; prt: Conselho para Assistência Económica Mútua) foi uma organização econômica fundada em 1949 que visava a integração econômica das nações do Leste Europeu.
Os países que pertenciam à organização internacional foram a União Soviética, Alemanha Oriental (1950-1990), Tchecoslováquia, Polônia, Bulgária, Hungria, Romênia, entre outros.
Mais tarde outros países juntaram-se ao COMECON: Mongólia (1962), Cuba (1972) e Vietnã (1978). O aparecimento do COMECON surgiu no contexto europeu após o final da Segunda Guerra Mundial, do qual resultou a destruição de parte do continente Europeu e surgindo como a resposta soviética ao plano edificado pelos Estados Unidos, o Plano Marshall, que visava apoiar a reconstrução econômica da Europa Ocidental. 
Esta organização extinguiu-se em 1991, quando a União Soviética foi dissolvida após sua crise no aspecto político e econômico, resultando na independência dos seus estados membros.
O COMECON pode ser considerado uma resposta soviética ao Plano Marshall americano, afinal durante a Guerra Fria os dois blocos mantiveram-se sempre em equilíbrio. Por exemplo, foram criados também durante esse período a OTAN (EUA) em 1949 e o Pacto de Varsóvia (URSS), criado em 1955, dois pactos militares que tinham como objetivo proteger e unir os países membros.

## Países

### Membros

Membros do COMECON em 1986
Membros
Membros não participantes
Associados
Observadores

Bandeira do COMECON

| País              | Entrada | Nota                         |
| ----------------- | ------- | ---------------------------- |
| Albânia           | 1949    | Deixou de participar em 1961 |
| Bulgária          | 1949    | Deixou de participar em 1991 |
| Checoslováquia    | 1949    | Deixou de participar em 1991 |
| Hungria           | 1949    | Deixou de participar em 1991 |
| Polónia           | 1949    | Deixou de participar em 1991 |
| Roménia           | 1949    | Deixou de participar em 1991 |
| União Soviética   | 1949    | Deixou de participar em 1991 |
| Alemanha Oriental | 1950    | Deixou de participar em 1990 |
| Mongólia          | 1962    | Deixou de participar em 1991 |
| Cuba              | 1972    | Deixou de participar em 1991 |
| Vietname          | 1978    | Deixou de participar em 1991 |

### Associados
| País       | Entrada | Nota                         |
| ---------- | ------- | ---------------------------- |
| Iugoslávia | 1964    | Deixou de participar em 1991 |

### Observadores
| País            | Entrada | Nota                         |
| --------------- | ------- | ---------------------------- |
| China           | 1950    | Deixou de participar em 1961 |
| Coreia do Norte | 1956    | Deixou de participar em 1991 |
| Finlândia       | 1973    | Deixou de participar em 1991 |
| Iraque          | 1975    | Deixou de participar em 1991 |
| México          | 1975    | Deixou de participar em 1991 |
| Angola          | 1976    | Deixou de participar em 1991 |
| Nicarágua       | 1984    | Deixou de participar em 1991 |
| Moçambique      | 1985    | Deixou de participar em 1991 |
| Afeganistão     | 1986    | Deixou de participar em 1991 |
| Etiópia         | 1986    | Deixou de participar em 1991 |
| Laos            | 1986    | Deixou de participar em 1991 |
| Iêmen do Sul    | 1986    | Deixou de participar em 1990 |